# Nesnesitelná lehkost bytí batoletem
Nesnesitelná lehkost bytí batoletem (v anglickém originále The Incredible Lightness of Being a Baby) je 18. díl 31. řady (celkem 680.) amerického animovaného seriálu Simpsonovi. Scénář napsali Tom Gammill a Max Pross a díl režíroval Bob Anderson. V USA měl premiéru dne 19. dubna 2020 na stanici Fox Broadcasting Company a v Česku byl poprvé vysílán 3. listopadu 2020 na stanici Prima Cool.

## Děj
Marge vezme Maggie na procházku do zábavního parku, kde Maggie potká svého přítele Hudsona a Marge potká jeho matku Courtney. Marge zjišťuje, že se Maggie s Hudsonem zamilovali. Marge vezme Maggie na rande do „překrásného domova“ Courtney. Chování Courtney Marge urazí a rozhodne se odejít. Později Marge Maggie zatají Hudsonovu narozeninovou oslavu. Když Marge vidí, jak se Maggie bez Hudsona trápí, rozhodne se „nebýt za macechu“ a dovolí si dětem hrát si společně. Na konci se Maggie s Hudsonem shledají a v pozadí hraje píseň „Svatební pochod“.
Mezitím Homer předstírá, že chce jíst zdravě, a místo palačinek si bere grapefruit. Jakmile opustí domov, dá si pizzu. Po cestě do práce Homer nabourá a potká Cletuse Spucklera, který na svém pozemku objevil ložisko hélia a prodává balónky. Když Homer přinese do práce balónky, pan Burns požaduje, aby ho Homer podvedl, neboť hélium používají pro chlazení reaktorů. Homer se stává Zaměstnancem měsíce. Cletus nemá ponětí, jak je hélium vzácné. Po neúspěšném pokusu pana Burnse a Smitherse uzavřít obchod ohledně hélia požádají Homera, aby se spřátelil s Cletusem a podvedl jej. Homer se tedy s Cletusem spřátelí a nyní pan Burns požaduje, aby Cletus podepsal smlouvu. Homer na poslední chvíli zabrání podpisu smlouvy. Burns se ho snaží donutit k podpisu, ale Spucklerovi na něj míří brokovnicemi a nutí Burnse, aby hélium odkoupil za férovou cenu. Díl končí společnou písní Homera a Cletuse.

## Produkce
Tato epizoda měla být původně odvysílána 7. dubna 2019, ale byla odložena poté, co se producenti seriálu rozhodli natočit krátký film související s dílem, v němž vystupují Maggie a Hudson, s názvem Maggie Simpsonová v „Rande s osudem“. Místo ní byl odvysílán díl Dívka, která neumí říci ne. Krátký film měl premiéru 29. února 2020 a byl připojen k předpremiérovému promítání filmu společnosti Disney/Pixar Onward, přičemž epizoda sloužila jako jeho pokračování. Gaučový gag animoval Michał Socha a produkoval Ron Diamond.

## Přijetí
Dennis Perkins z The A.V. Clubu udělil dílu známku B−, když prohlásil: „Na epizodě Nesnesitelná lehkost bytí batoletem není ve své podstatě nic špatného, ale není na ní ani nic nezapomenutelného. (Nehledě na gag s gaučem pro extrémní sporty. Nechat různé animátory, aby se vyřádili na povinné epizodní předloze, přineslo v posledních letech několik skutečně nezapomenutelných výsledků, a i když se tento díl nevyrovná těm nejlepším, jeho stylizované zobrazení rodiny při extrémních hrátkách je docela osvěžující.) Musím se přiznat, že v mém nezájmu o tento díl hrají roli osobní preference, protože Cletus ani Maggie mě jako ústřední postavy příliš nezaujali. Přesto jsem vždy ochoten nechat si seriál rozmyslet, ale jejich zobrazení zde podléhá očekávaným nástrahám.“.
Web Den of Geek udělil tomuto dílu 3,5 hvězdičky z 5.